# روزنامه‌نگار

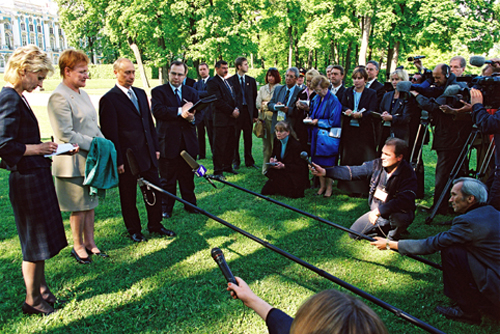
روزنامه‌نگاران حاضر در کنفرانس مطبوعاتی رئیس‌جمهور پیشین فنلاند، تاریا هالونن و ولادیمیر پوتین، رئیس‌جمهور روسیه، در سال ۲۰۰۲

روزنامه‌نگار (به فرانسوی: Journaliste) کسی است که در مطبوعات، رادیو، تلویزیون و اینترنت مشغول به تولید و مدیریت محتوی است و اگرچه نامش از واژه روزنامه (به فرانسوی: Journal) به وجود آمده اما نه تنها وظایفش محدود به فعالیت در روزنامه‌ها نیست، بلکه بیشتر فعالیت‌های امروزی‌اش شامل تولید محتوا در تلویزیون و اینترنت است. گرچه برخی به غلط تصور می‌کنند که روزنامه‌نگار همان خبرنگار رسانه کاغذی است اما این موضوع اشتباه است؛ زیرا روزنامه‌نگاری یک حرفه گسترده‌تر در تمامی رسانه‌های چاپی یا دیجیتال است که خبرنگاری فقط یکی از حوزه‌های آن را تشکیل می‌دهد و حوزه‌های دیگری هم هستند که جزو شاخه‌های حرفه روزنامه‌نگاری محسوب می‌شوند. روزنامه‌نگاری یک حرفه مشترک میان بسیاری از فعالان رسانه‌ای مانند خبرنگاران، گزارشگران، منتقدان فیلم، بسیاری از سازندگان فیلم مستند و بیشتر تولیدکنندگان محتوا است؛ برای مثال، روزنامه‌نگار ممکن است گزارشگر یا ستون‌نویس، دبیر یا سردبیر باشد ولی خبرنگار نباشد. وجه اشتراک روزنامه‌نگاران این است که همگی آنها با هدف اطلاع‌رسانی و افزایش آگاهی جامعه، به تولید و توزیع مطالب و محتواهای واقعیت‌محور دربارهٔ حقیقت‌های جامعه و موضوعات روز می‌پردازند؛ این موضوعات شامل اخبار، رویدادها، ایده‌ها، تحلیل‌ها، افراد، آثار هنری و موارد دیگر نیز می‌شوند. روزنامه‌نگار پس از گذراندن دورهٔ آموزش تخصصی و با توجه به مسئولیت اجتماعی، وظیفه به‌دست آوردن، آماده کردن، گردآوری و سامان دادن اخبار یا اطلاعات روز و انتقال آن‌ها را با وسایل ارتباط جمعی (مطبوعات، رادیو، تلویزیون، خبرگزاری و اینترنت) به مخاطبان بر عهده دارد. بنابر اعلامیه سازمان یونسکو، روزنامه‌نگاران باید کوشش کنند اخباری که در اختیار عموم می‌گذارند، درست، دقیق و معتبر باشد و در درستی اخباری که به دست می‌آورند، پژوهش و اندیشه کنند. روزنامه‌نگاران نباید حقیقتی را عمداً تحریف یا خراب کنند و نیز نباید هیچ‌گونه مطلبی را از دید مردم پنهان نگهدارند.

## خبرنگاری
خبرنگاری یکی از شاخه‌های مهم حرفه روزنامه‌نگاری است. اگرچه برخی تمام فعالان رسانه‌ای در رسانه‌های چاپی و کاغذی را روزنامه‌نگار (به انگلیسی: journalist) و تمام فعالان رسانه‌ای در رسانه‌های دیجیتال را خبرنگار (به انگلیسی: Reporter) در نظر می‌گیرند و فکر می‌کنند منظور از روزنامه‌نگاری، فقط فعالیت در روزنامه است اما علاوه بر عدم محدودیت روزنامه‌نگاری به روزنامه‌ها، حوزه خبر و خبرنگاری تنها یکی از حوزه‌ها و فعالیت‌های حرفه روزنامه‌نگاری است. عنوان خبرنگار تنها به روزنامه‌نگارانی گفته می‌شود که فقط بر گزارش اخبار تمرکز دارند و به تحلیل اخبار یا سایر مطالب غیر خبری نمی‌پردازند؛ ضمناً، روزنامه‌نگاران خبرنگار معمولاً در مکانی خاص که محل وقوع خبر است، حضور دارند و گزارش خبری تهیه می‌کنند؛ بنابراین، تمام خبرنگاران روزنامه‌نگار هستند اما تمام روزنامه‌نگاران الزاماً خبرنگار نیستند و ممکن است در سایر حوزه‌های روزنامه‌نگاری فعال باشند؛ برای مثال، روزنامه‌نگار ممکن است روزنامه‌نگار تحقیقی باشد و به تحقیق دربارهٔ موضوعاتی بپردازد که شاید حتی جزو اخبار به‌شمار نیاید یا روزنامه‌نگار موسیقی باشد و به تولید محتواهای تحلیلی و انتقادی دربارهٔ آثار هنری جهان موسیقی بپردازد.